# 涼山大石墓群
涼山大石墓群位於四川省德昌縣、喜德縣，文物年代為戰國至漢。2006年5月25日列為第六批全國重點文物保護單位。包括王所大石墓和伍合大石墓。